# مطار بوعرفة
مطار بوعرفة (إياتا: UAR، إيكاو: GMFB) هو مطار داخلي يقع بمدينة بوعرفة، ويخدم إقليم فجيج، وتبلغ القدرة الاستعابية للمطار 100 ألف مُسافر سنوياً.

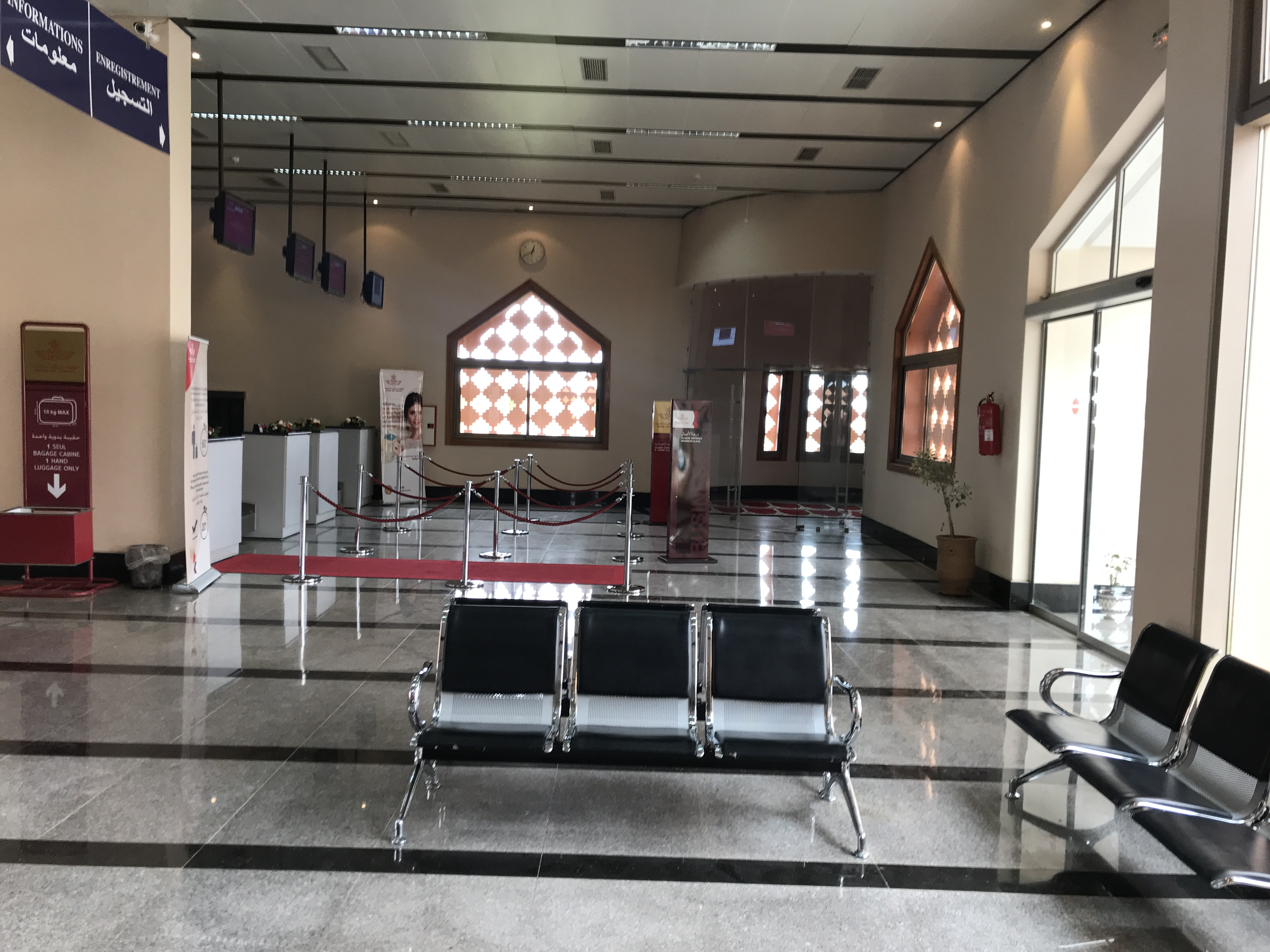
مطار بوعرفة

## تاريخ
في 1 أبريل 2019، قامت الخطوط الملكية المغربية بتدشين أول خط جوي تجاري بمطار بوعرفة، وهو يربط بين الدار البيضاء وبوعرفة بمعدل رحلتين في الأسبوع بطائرات من طراز إيه تي آر 600-72.

## إحصائيات
حركة المسافرين في مطار بوعرفة، حسب إحصائيات المكتب الوطني للمطارات:
| 2019  | 2020    |
| ----- | ------- |
| 909 2 | 407     |
| ▲     | ▼       |
| _     | 86,01%- |